# مایکل بارانتس
مایکل بارانتس (انگلیسی: Michael Barrantes؛ زاده ۴ اکتبر ۱۹۸۳) یک بازیکن فوتبال اهل کاستاریکا است.
وی همچنین در تیم ملی فوتبال کاستاریکا بازی کرده‌است.